# Eupithecia salami
Eupithecia salami là một loài bướm đêm trong họ Geometridae.